# Ernest Žerjal
Ernest Žerjal, slovenski kulturni in prosvetni delavec, *  17. januar 1899, Škedenj, † 26. november 1958, Škedenj.

## Življenje in delo
Rodil se je v slovenski družini v Škednju. V rojstnem kraju je končal osnovno šolo, leta 1917 pa v Trstu še Trgovsko akademijo. V letih 1917−1919 je bil vojak na ruskem bojišču. Po vojni je bil sprva zaposlen pri tržaškem slovenskem bančnem uradu, ko pa so fašistične oblasti banko zaprle, se je zaposlil pri podjetju Standard Oil Cimpany. Tu so ga kot zavednega Slovenca in antifašista leta 1939 odslovili. Tako je bil prisiljen, da je kupil v Škednju, kjer je živel, znano gostilno Pri belem konjičku, ki je slovela kot zbirališče zavednih Slovencev.
Žerjal je bil v Škednju ena osrednjih osebnosti slovenskega kulturnega življenja. Leta 1919 je ustanovil Budilni odbor, ki si je zadal nalogo, da prebudi vse škedenjske prosvetne organizacije. Tako je bil leta 1920 ustanovljen Dramatični krožek, kateremu je bil Žerjal prvo leto odbornik, vsa naslednja leta do prisilne ukinitve 1926 pa predsednik. Aprila 1922 je poskušal ustanoviti tamburaški orkester, vendar ni uspel. 11. maja 1925 je ustanovil in vodil Športni krožek Concordia, tako ime je izbral, da bi oblasti dovolile njegov obstoj, vendar so ga 17. avgusta 1927 vseeno ukinile. Žerjal je vsa leta tudi pisal in objavljal pesmi, vendar nad njimi ni pravega pregleda. Od znanih pesmi izstopa Sonetni venec-Magistrale, ki ima akrostih Rengovi Gjorgi, napisan v šesterostopnih nadštevilčnih jambih.